# 난민, 세 아이 이야기
난민, 세 아이 이야기(영어: Refugee)는 미국의 소설가인 앨런 그라츠가 2017년에 발표한 소설이다. 세 청소년 난민들의 이야기를 그려내었다. 대한민국에서는 2019년 발간되었다.

## 서평
유엔난민기구(UNHCR) 신혜인 공보관은 "이 책은 난민도 우리와 다를 것이 없는 사람이며 누군가의 가족이라는 것을 알려준다"라고 평했으며, 뉴베리 아너상을 수상한 킴벌리 브루베이커 브래들리는 이 책이 "끝없는 모험으로 가득 찬 소설, 훌륭하다!"라고 말했다.

## 수상
- 2017년
  - 뉴욕 타임스 주목할 어린이 책 선정
- 2018년
  - 시드니 테일러 북 어워드 수상
  - 미국청소년도서관협회 청소년을 위한 최고의 소설 수상
  - 시빌상 미들 그레이드 소설 부문 수상
  - 주디 로페즈 기념상 수상